# The Best of Ray Charles
The Best of Ray Charles – album wydany przez wytwórnię Atlantic w 1970 roku, złożony z utworów bez wokalu, nagranych przez Raya Charlesa między listopadem 1956 roku a listopadem 1958 roku. Płyta zawiera m.in. początkową wersję piosenki „Rockhouse”, której wersję z tekstem Jona Hendricksa, zatytułowaną „Ray’s Rockhouse”, nagrała w 1985 roku grupa The Manhattan Transfer.

## Lista utworów
| 1. | „Hard Times” (Paul Mitchell)            | 4:39  |
|    |                                         |       |
| 2. | „Rockhouse” (Ray Charles)               | 3:50  |
|    |                                         |       |
| 3. | „Sweet Sixteen Blues” (Ray Charles)     | 4:04  |
|    |                                         |       |
| 4. | „Doodlin’” (Horace Silver)              | 5:49  |
|    |                                         |       |
| 5. | „How Long, How Long Blues” (Leroy Carr) | 9:15  |
|    |                                         |       |
| 6. | „Blues Waltz” (Ray Charles)             | 6:29  |
|    |                                         |       |
|    |                                         | 34:06 |
|    |                                         |       |